# George R. Stotser

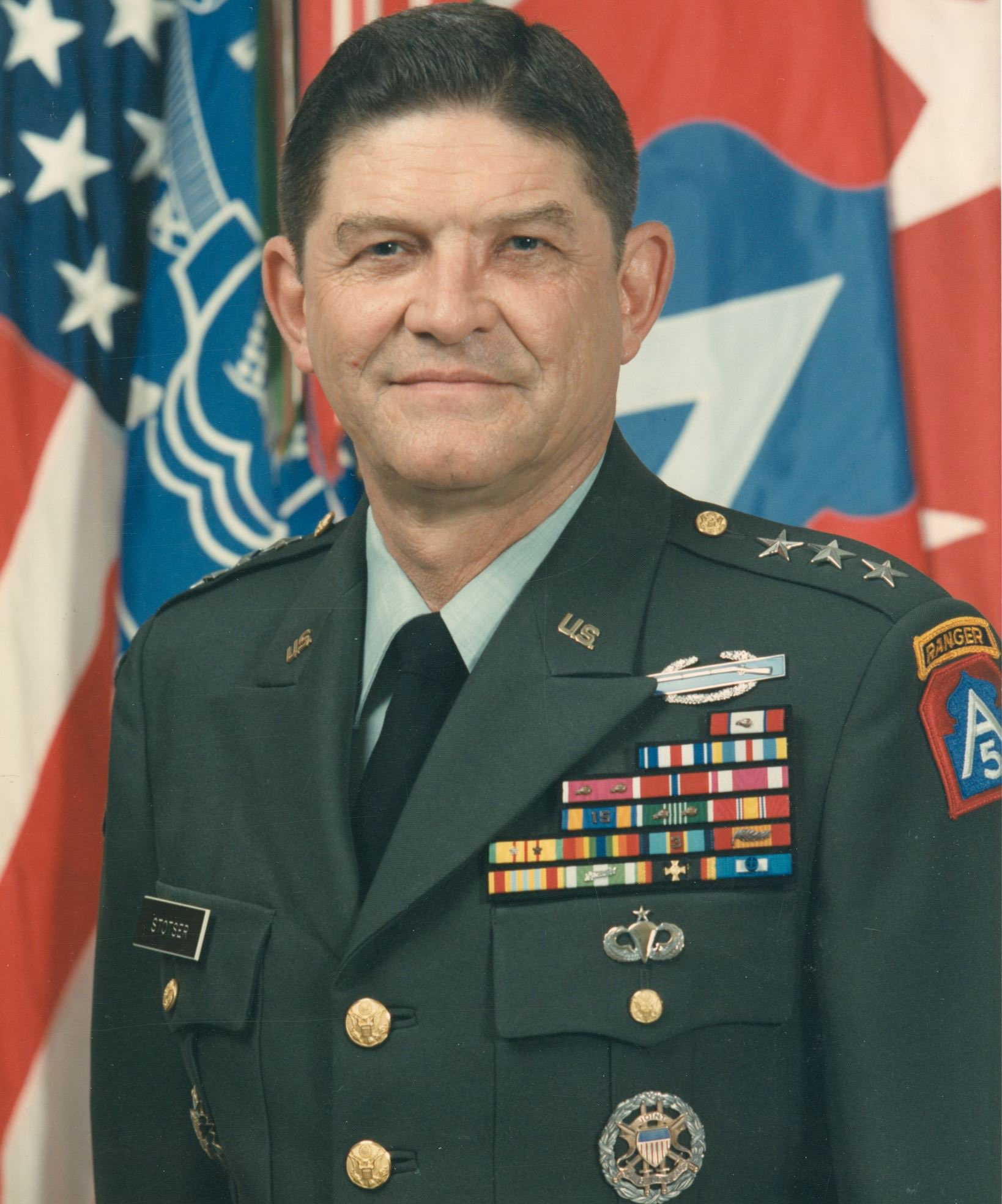
George R. Stotser (1989)

George Raymond Stotser (* 21. April 1935 in  Lawrenceburg, Lawrence County, Tennessee; † 1. Juli 2022 in Columbus, Muscogee County, Georgia) war ein Generalleutnant der United States Army. Er war unter anderem Kommandeur der 5. Armee.

## Leben
George Stotser war ein Sohn von Garold Morton Stotser und dessen Frau Retha Marie Aker. Über das ROTC-Programm der Middle Tennessee State University gelangte er im Jahr 1955 in das Offizierskorps des US-Heeres. Dort wurde er als Leutnant der Infanterie zugeteilt. In der Armee durchlief er anschließend alle Offiziersränge vom Leutnant bis zum Drei-Sterne-General.
Im Lauf seiner militärischen Karriere absolvierte Stotser verschiedene Kurse und Schulungen. Dazu gehörten unter anderem der Basic Infantry Officer Course (1957), der Advanced Infantry Officer Course (1963), das Naval War College (1966) und das United States Army War College (1972).
In seinen jüngeren Jahren absolvierte er den für Offiziere in den niederen Rangstufen üblichen Dienst in verschiedenen Einheiten und Standorten in den Vereinigten Staaten. Dazu gehörten auch Aufgaben als Stabsoffizier in verschiedenen Hauptquartieren. Stotser war zwei Mal im Vietnamkrieg eingesetzt. Bei seinem zweiten dortigen Einsatz war er Bataillonskommandeur im 12. Kavallerieregiment.
Nach seiner Rückkehr aus Vietnam war er an verschiedenen Standorten in den Vereinigten Staaten, aber auch in Deutschland stationiert, wo er eine Brigade der 1. Panzerdivision kommandierte. Von 1975 bis 1977 leitete er das Combat Arms Training Board in Fort Benning in Georgia. Anschließend diente er bis 1980 als Stabsoffizier im Heeresministerium. Es folgte eine Versetzung zum Stab der 24. Infanteriedivision in Fort Stewart in Georgia bis 1982. Danach übernahm er bis 1983 das Kommando über die 3. Brigade der 2. Panzerdivision, die in Garlstedt stationiert war.
Von 1983 bis 1985 gehörte George Stotser als Leiter der Stabsabteilung G3 (Operationen) dem Hauptquartier der United States Army Europe (USAREUR) in Heidelberg an. Anschließend verblieb er in Deutschland, wo er in Würzburg das Kommando über die 3. Infanteriedivision übernahm. Dieses Amt bekleidete er bis 1987. Danach kehrte er nach Heidelberg zurück, wo er stellvertretender Kommandeur von USAREUR wurde. Sein letztes Kommando erhielt er im Jahr 1989, als er zum Oberbefehlshaber der 5. Armee ernannt wurde. In dieser Funktion löste er William H. Schneider ab. Nachdem er sein Kommando am 31. Juli 1991 an Donald E. Eckelbarger übergeben hatte, ging Stotser in den Ruhestand.
Der mit Dorothy Ann Lewis verheiratete Offizier starb am 1. Juli 2022 und wurde auf dem Fort Benning Main Post Cemetery beigesetzt.

## Orden und Auszeichnungen
George Stotser erhielt im Lauf seiner militärischen Laufbahn unter anderem folgende Auszeichnungen:
- Army Distinguished Service Medal
- Silver Star
- Legion of Merit
- Bronze Star Medal
- Air Medal
- Defense Superior Service Medal
- Meritorious Service Medal
- Army Commendation Medal